# Drepanotylus
Genre
Drepanotylus est un genre d'araignées aranéomorphes de la famille des Linyphiidae.

## Distribution
Les espèces de ce genre se rencontrent en zone paléarctique.

## Liste des espèces
Selon World Spider Catalog (version 16.5, 11/08/2015) :
- Drepanotylus aduncus Sha & Zhu, 1995
- Drepanotylus borealis Holm, 1945
- Drepanotylus holmi (Eskov, 1981)
- Drepanotylus pirinicus Deltshev, 1992
- Drepanotylus uncatus (O. Pickard-Cambridge, 1873)

## Publication originale
- Holm, 1945 : Zur Kenntnis der Spinnenfauna des Torneträskgebietes. Arkiv for zoologi, vol. 36A, no 15, p. 1-80.